# Omar Ayuso
Omar Ayuso (Madrid, 26 de marzo de 1998) es un actor, modelo y director español que se dio a conocer por su papel de Omar Shanaa en la serie web de Netflix Élite.

## Primeros años
Nació en Madrid pero se crio en Manzanares el Real. Su padre es de origen marroquí. Estudió comunicación audiovisual en la Universidad Carlos III de Madrid.

## Carrera
Inició su carrera en 2015, haciendo una breve aparición en el episodio 13 de la serie española El Príncipe. 
En 2018 apareció en un episodio de la serie El Continental. En ese mismo año debutó como parte del elenco principal de la serie de Netflix Élite, donde interpretó a Omar Shanaa. Gracias a su participación en la serie se convirtió rápidamente en un ícono e ídolo para la comunidad LGBTBIQ+ junto a Arón Piper, con quien compartió créditos mayoritariamente. Aunque en abril de 2022 el actor confirmó su salida de la serie tras la quinta temporada,en noviembre de ese mismo año se anunció que su personaje regresaría para la séptima temporada. En octubre de 2023 se anunció que Élite terminaría con la octava temporada, con la parcipación de Ayuso.
En paralelo con su trabajo en Élite, Ayuso ha participado en varios cortometrajes españoles como Ráfagas de vida salvaje (2019), Disseminare (2019), La Tarotista (2021) y 8:19 (2022). A inicios de 2021 debutó como director y guionista del cortometraje Matar a la madre (2021).
En enero de 2023 debutó en el teatro con la obra El sonido oculto (2023), junto a la actriz Toni Acosta. En septiembre de ese mismo año se anunció el debut de Ayuso como actor protagonista en una película, On the Go (2023).En diciembre de 2023 se estrenó en Prime Video Los Farad (2023), con la participación de Omar Ayuso,y se anunció su próxima película, Les Paradis de Diane (2024).
En abril de 2024 Atresplayer anunció que Ayuso formaría parte del elenco principal de la serie musical de televisión Mariliendre. En septiembre de 2024 se anunció el estreno de Yo, adicto (2024), una miniserie de Disney+ que cuenta con Ayuso en el reparto principal.

## Imagen pública
La relación en pantalla de Ayuso y Piper en Élite, denominada «Omander», y su amistad fuera de la pantalla generó un seguimiento global. En junio de 2020, Ayuso tenía más de cuatro millones de seguidores en las redes sociales. El papel en Élite aumentó su visibilidad LGBTBIQ+, aunque Ayuso se resistió a la idea de que sirviera como modelo a seguir. Como hombre gay, Ayuso ha sido objeto de comentarios homófobos. Él creía que el apoyo generalizado a su relación en pantalla con Piper se debía a que es más fácil para las personas homófobas aceptar a los homosexuales en la ficción que en la vida real.
Ayuso ha tenido una imagen transgresora que incluye elecciones de moda provocativas en apariciones públicas y publicaciones en redes sociales.

## Filmografía

### Películas
| Año  | Título               | Rol         | Director                     | Notas  |
| ---- | -------------------- | ----------- | ---------------------------- | ------ |
| 2023 | On the Go            | Jonathan    | Julia De Castro, Maria Royo  | [ 14 ] |
| 2024 | Les Paradis de Diane | Desconocido | Jan Gassmann, Carmen Jaquier | [ 16 ] |

### Cortos
| Año  | Título                  | Director       |
| ---- | ----------------------- | -------------- |
| 2019 | Maras                   | Salvador Calvo |
| 2019 | Ráfagas de vida salvaje | Jorge Cantos   |
| 2019 | Disseminare             | Jools Beardon  |
| 2021 | La Tarotista            | Martina Hache  |
| 2021 | Matar a la Madre        | Omar Ayuso     |
| 2022 | 8:19                    | María Guerra   |

### Televisión
| Año         | Título                                    | Rol               | Notas        |
| ----------- | ----------------------------------------- | ----------------- | ------------ |
| 2018        | El Continental                            |                   | 1 episodio   |
| 2018 - 2024 | Élite                                     | Omar Shanaa       | 49 episodios |
| 2021        | Élite historias breves: Nadia Guzmán      | Omar Shanaa       | 2 episodios  |
| 2021        | Élite historias breves: Omar Ander Alexis | Omar Shanaa       | 3 episodios  |
| 2021        | Élite historias breves: Samuel Omar       | Omar Shanaa       | 3 episodios  |
| 2023        | Los Farad                                 | Habib Kaezem      | 3 episodios  |
| 2024        | Yo, adicto                                | Iker Garay Acosta | 1 episodio   |
| 2025        | Mariliendre                               | Luis              | 5 episodios  |

### Videos Musicales
| Año  | Título                  | Rol                  | Notas                         |
| ---- | ----------------------- | -------------------- | ----------------------------- |
| 2018 | "Final Feliz"           | Él mismo/Omar Shanna | Videoclip de Danna Paola      |
| 2020 | "Juro Que"              | Él mismo             | Videoclip de Rosalía          |
| 2021 | "Famoso en tres calles" | Él mismo             | Videoclip de Carolina Durante |